# Szomszédnéni Produkciós Iroda

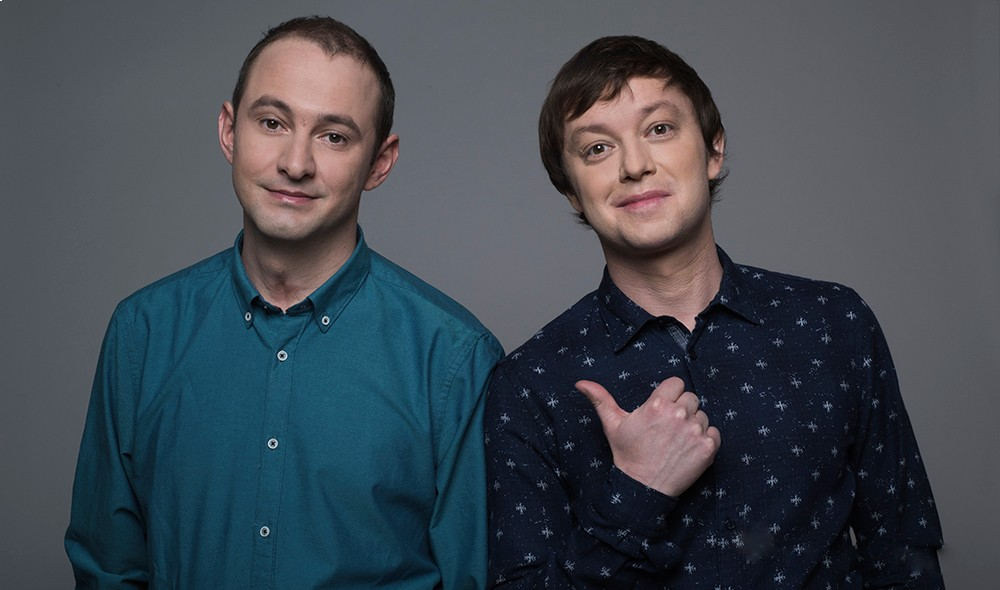
Tóth Szabolcs és Bálint Ferenc

A Szomszédnéni Produkciós Iroda kolozsvári humortársulat 2001-ben alakult, tagjai Bálint Ferenc és Tóth Szabolcs.
A Showder Klub és a Comedy Central bemutatja tévéműsorok állandó fellépői, a Dumaszínház tagjai, valamint az Erdélyi Humorfesztivál, a régió legnagyobb humorrendezvényének az ötletgazdái és szervezői. A Kolozsvári Rádióban havi rendszerességgel jelentkeztek műsorukkal.
2011-ben, elsőként Erdélyből, megkapták a Magyar Rádió úgynevezett „Humor-Oszkár” díját, a Bonbon-díjat.
2014-ben Karinthy-gyűrűvel ismerték el a Kossuth Rádióban hallható Rádiókabaré műsoraiban nyújtott kiemelkedő munkájukat.